# Kuniaki Haishima
Kuniaki Haishima (蓜島邦明) és un músic i compositor japonès. És conegut per la seva música en diversos programes d'anime i tokusatsu, així com videojocs, pel·lícules i dorama. Les seves composicions per a la sèrie Fuji TV Tales of the Unusual són la seva obra més famosa, tot i que també va compondre la banda sonora de Metroid: Other M per a la Wii, pel qual és conegut a l'estranger. També va guanyar el premi a la millor banda sonora al XL Festival Internacional de Cinema Fantàstic de Catalunya per Mushishi.

## Treballs

### Anime
| Any       | Sèrie                       | Rol de la tripulació                                                      | Notes                     | Font            |
| --------- | --------------------------- | ------------------------------------------------------------------------- | ------------------------- | --------------- |
| 1996-1997 | Adventures of Kotetsu       | Música                                                                    | OAV                       |                 |
| 1998      | Neo Ranga                   | Música                                                                    |                           | [ 4 ]           |
| 1998      | Gundam: Mission to the Rise | Música                                                                    | Especial televisió        |                 |
| 1998      | Spriggan                    | Música                                                                    | Pel·lícula                |                 |
| 1998–2000 | Master Keaton               | Música                                                                    | Sèrie de televisió i OVAs | [ 4 ]           |
| 1998-1999 | Gasaraki                    | Música                                                                    |                           |                 |
| 1999      | Legend of Himiko            | Música                                                                    |                           | [ 4 ]           |
| 1999-2000 | Blue Gender                 | Música                                                                    | Sèrie de televisió        |                 |
| 2000-2001 | Legendary Gambler Tetsuya   | Música                                                                    | Sèrie de televisió        |                 |
| 2001-2002 | Alien Nine                  | Música                                                                    | Especial televisió        |                 |
| 2001      | Run=Dim                     | Música                                                                    | Sèrie de televisió        |                 |
| 2002      | Blue Gender: The Warrior    | Música                                                                    | Pel·lícula                | [ cal citació ] |
| 2002-2004 | Macross Zero                | Música                                                                    | OVA                       | [ 4 ]           |
| 2003      | Dokkoida?!                  | Música                                                                    | Sèrie de televisió        |                 |
| 2003      | Requiem from the Darkness   | Música                                                                    |                           | [ 4 ]           |
| 2004-2005 | Monster                     | Música, arrançament de la cançó temàtica, composició de la cançó temàtica |                           |                 |
| 2008      | My-Otome 0: S.ifr           | Música                                                                    |                           |                 |

### Acció real
| Any       | Sèrie                       | Paper de tripulació | Notes                 | Font |
| --------- | --------------------------- | ------------------- | --------------------- | ---- |
| 1993      | Tokyo Babylon 1999          | Música              |                       |      |
| 2000      | Tales of the Unusual        | Música              | amb Toshihiko Sahashi |      |
| 2004      | Kagen no Tsuki (pel·lícula) | Música              | Darrer quart          |      |
| 2005      | Shi15ya                     | Música              |                       |      |
| 2006-2007 | Kamen Rider Kabuto          | Música              |                       |      |
| 2006      | Forbidden Siren             | Música              |                       |      |
| 2006      | Mushishi                    | Música              |                       |      |
| 2011      | Taro no To                  | Música              |                       |      |
| 2016      | Kamen Rider Amazons         | Música              |                       |      |

### Videojocs
| Any  | Sèrie                                                                        | Paper de tripulació | Notes | Font |
| ---- | ---------------------------------------------------------------------------- | ------------------- | ----- | ---- |
| 1995 | Ultraman                                                                     | Música              | PS    |      |
| 1996 | Maria Museum curse of MA.RI.A 人形館の呪い                                   | Música              |       |      |
| 1997 | Kowloon's Gate                                                               | Música              | PS1   |      |
| 1999 | Lodoss War ロードス島戦記                                                    | Música              | PS    |      |
| 2004 | Dokodemoissyo - Toro and the shooting star - どこでもいっしょ -トロと流れ星- | Música              | PS    |      |
| 2006 | Forbidden Siren 2                                                            | Música              | PS2   |      |
| 2010 | Metroid: Other M                                                             | Música              | Wii   |      |